# Paul Speckmann

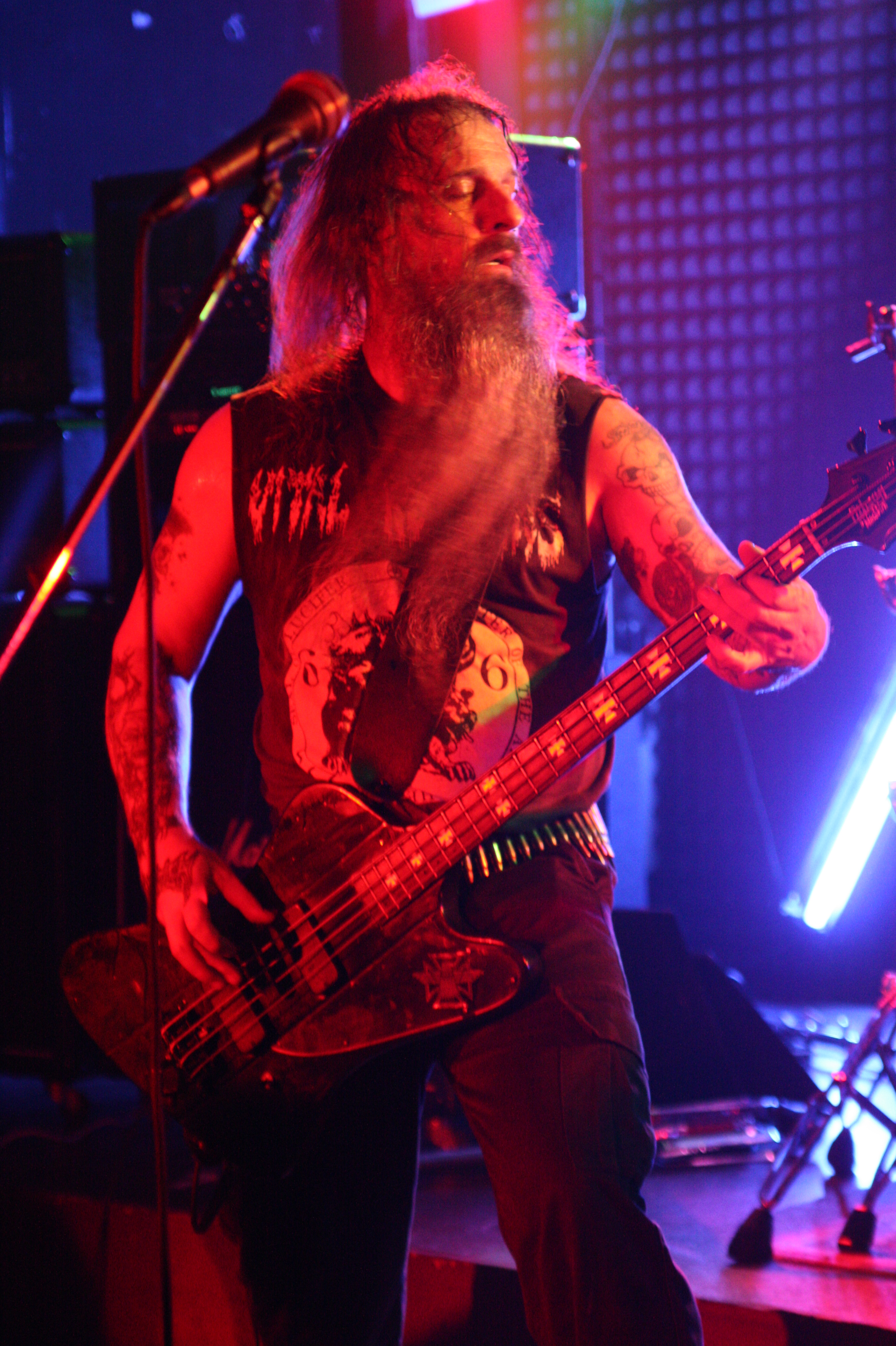
Paul Speckman, 2009

Paul Speckmann (* 28. September 1963 in Chicago) ist ein US-amerikanischer Metal-Sänger und Bassist. Er zeigte einen Einfluss auf den frühen Death Metal in seiner Funktion als Bassist der Band Master.
1999 verließ er sein Heimatland und siedelte nach Tschechien aus.

## Leben

### Jugend und musikalischer Werdegang
Auf der Highschool begann sein Interesse für Hardrock und Heavy Metal. Vor allem Bands wie Black Sabbath und Judas Priest hatten seine Aufmerksamkeit auf sich gezogen. Er stieg in die Cover-Band White Cross ein und spielte dort als Bassist.
Als er 1980 die Highschool verließ, gründete er zusammen mit Marty Fitzgerald und Steve Ahlers die Doom-Metal-Band War Cry. Die Band kam in der Zeit seiner Mitgliedschaft auf zwei Demos und einen Beitrag zum „Metal Massacre IV“-Sampler von Metal Blade Records, der in dem Lied Forbidden Evil bestand. Man eröffnete Konzerte für die Bands Queensryche und Twisted Sister und erspielte sich einen gewissen Underground-Status. Bei War Cry lernte Speckmann dann Bill Schmidt kennen.

### Die Zeit bei Nuclear Blast Records
Zusammen mit Bill Schmidt gründete Speckmann 1983 die Band Master. Nach längerem Suchen fand man in Chris Mittelbrun einen geeigneten Gitarristen. Da alle Mitglieder mittlerweile auf junge harte Bands wie Slayer und Venom fixiert waren, entschieden sie sich ebenfalls härtere Musik als bei War Cry zu spielen. Kurze Zeit später, im Jahr 1984, gründeten Speckmann und Mittelbrun die Band Death Strike und nahmen ein Album auf, das über Combat Records erscheinen sollte, jedoch erst 1991 von Nuclear Blast veröffentlicht wurde. 1985 gründete Speckmann dann mit neuen Musikern die Band „Funeral Bitch“. Death Strike wurde nach der Enttäuschung über die Nichtveröffentlichung des Albums „Fuckin´ Death“ aufgelöst und auch Funeral Bitch hielt sich nur zwei Jahre bis 1987.
Anfang 1987 spielte Paul Speckmann dann nur noch bei Master. Jedoch gründete er im selben Jahr die Band Abomination, deren Stil aus einem Mix aus Thrash Metal und Death Metal bestand.
Mit Abomination veröffentlichte Speckmann zwei Demos, bevor die Band 1989 auf dem deutschen Musiklabel Nuclear Blast einen Plattenvertrag erhielt. Hier wurde das Debütalbum von Abomination veröffentlicht, zugleich war dies die erste offizielle Veröffentlichung, an der Paul Speckmann beteiligt war. Danach erhielt er auch für Master einen Plattenvertrag. Im Verlauf von zwei Jahren veröffentlichte Speckmann insgesamt sechs Alben. Darunter waren zwei Master-Alben, zwei Abomination-Alben, das bis dahin unveröffentlichte Death Strike-Album und ein Album von der Band Speckmann Project.
Die Musikpresse verstand diese Flut von Veröffentlichungen als reinen Ausverkauf, zumal das Songmaterial von Death Strike und Speckmann Project zum Großteil schon von Master verwendet und veröffentlicht wurde. 1993 erschien dann mit dem Master-Album Collection of Souls Speckmanns letztes Album auf Nuclear Blast, womit der Vertrag auslief und Speckmann wieder ohne Plattenvertrag dastand.

### Übersiedlung nach Europa
Erst fünf Jahre später, in denen ein Demo und eine Split-EP aufgenommen wurden, bekam Paul Speckmann für Master einen Plattenvertrag auf Pavement Music. Die Split-EP wurde 1996 zusammen mit den Niederländern Excision veröffentlicht, dabei lernte Speckmann einige niederländische Musiker kennen und gründete mit ihnen die Band Solutions. Mit dieser veröffentlichte Speckmann 1997 ein Minialbum. Kurze Zeit später lösten sich Solutions wieder auf. Zusammen mit Malevolent Creation und Krabathor absolvierte Master 1998 dann eine gemeinsame Tour. Dabei lernte Speckmann die tschechischen Musiker von Krabathor kennen, woraus eine enge Freundschaft entstand. So wanderte Speckmann 1999 nach Tschechien aus und wurde bei Krabathor für den mittlerweile ausgestiegenen Bruno engagiert. Im selben Jahr gründeten Speckmann und einige weitere Krabathor-Mitglieder die Band Martyr, die im Jahr 2000 ein Album veröffentlichte.
Sämtliche Alben der Speckmann-Projekte aus den späten Neunzigern wurden vom deutschen System-Shock-Label veröffentlicht. Jedoch lief der Plattenvertrag von Master, Speckmanns eigentlicher Hauptband, im Jahr 2004 aus. Daraufhin erhielten Master schließlich 2005 einen neuen Vertrag mit dem Label „Twilight“. Dort erschienen auch die beiden letzten Alben.
Derzeit arbeitet Speckmann noch als Tour-Manager und Merchandiser für Bruchstein-Tours.

## Bedeutung
Seine Bedeutung für die Entwicklung des Death Metal ist vor allem in der zweiten Hälfte der 1980er Jahre belegt. Zu dieser Zeit wurden die Demos seiner ersten drei Bands Master, Deathstrike und Abomination in der Tape-Trading-Szene kopiert. Viele Musikgruppen grüßten Speckmann oder seine Bands in den Dankes- und Grußlisten im Booklet ihrer Veröffentlichungen. So finden sich beispielsweise in den Booklets von Deaths Leprosy oder von Terrorizers World Downfall Grüße an ihn und seine Bands.
Andere Gruppen wie Pestilence, Disharmonic Orchestra und Defecation trugen Master-T-Shirts auf Bandfotos lange vor Erscheinen des Debütalbums von Master, welches 1990 im Handel erschien.
Auf die Frage, wer den Death Metal erfunden habe, antwortete Speckmann in einem Interview im Rock Hard Magazin von 1993, es gebe einen Tribut-Sampler, auf dem unter anderem Benediction und Death Lieder von Master gecovert hätten, was wiederum zeige, von wem diese Bands beeinflusst worden seien.
Als dann im Jahr 1990 die Debütalben von Master und Abomination erschienen, hatten bereits zahlreiche andere Bands aus dem Death-Metal-Bereich Plattenverträge und Veröffentlichungen vorzuweisen (z. B. Possessed, Morbid Angel und Bolt Thrower), was wiederum dazu führte, dass die Musik der Bands einem breiteren Publikum zur Verfügung stand und diese somit einflussreicher geworden waren.

## Diskussion
Paul Speckmann wurde von vielen Kritikern vorgeworfen, er habe sich ausverkauft. Er reagierte auf diese Kritik, indem er darauf verwies, dass die Veröffentlichungen von Speckmann Project und Death Strike eine Idee des damaligen Labels Nuclear Blast gewesen seien. Speckmann Project sei eigentlich keine eigene Band gewesen, sondern von Speckmann nur ins Leben gerufen, um das Debütalbum von Master neu einzuspielen, da das Label die ursprüngliche Qualität als zu schlecht ansah. Das Debütalbum wurde schließlich trotz der Bedenken veröffentlicht, während die neu eingespielte Fassung unter dem Namen Speckmann Project veröffentlicht wurde. Durch diese Veröffentlichungen kam Speckmann mit seinen verschiedenen Musikgruppen auf insgesamt sechs Alben die innerhalb von nur zwei Jahren veröffentlicht wurden und auf welchen sich das Songmaterial teilweise überschnitt.
Für Aufsehen sorgte Speckmann 2022, als er mit Fiends of Emptiness das zweite Studioalbum unter dem Namen Speckmann Project veröffentlichte - mehr als 30 Jahre nach dem selbstbetitelten Debütalbum. Hintergrund war die Zusammenarbeit zwischen ihm und dem aus Schweden stammenden Rogga Johansson, die von 2013 bis 2020 fünf Studioalben hervorbrachte. Um den Bekanntheitsgrad von dieser Kollaboration zu vergrößern, beschloss man, das nächste Werk der beiden Musiker unter dem Namen Speckmann Project zu veröffentlichen. Neben Johansson und Speckmann wirkten hier Kjetil Lynghaug und Jon Rudin anstelle von Aaron Nickeas und Jim Martinelli an Gitarre und Schlagzeug mit.

## Diskografie

### War Cry
- Trilogy Of Terror (Demo, 1983)
- Demo '84 (1984)

### Master
- Demo (1985)
- Master/Abomination (Split-7"-EP, 1990)
- Master (1990)
- On The Seventh Day God Created … Master (1991)
- Collection Of Souls (1993)
- Demo (1995)
- Master/Excision (Split-7"-EP, 1996)
- Faith Is In Season (1998)
- Live At Mexico City (Livevideo, 2000)
- Follow Your Savior (EP, 2001)
- Let’s Start A War (2002)
- Unreleased 1985 Album (2003, Originalaufnahmen von 1985)
- Pieces (Compilation, 2003)
- The Spirit Of The West (2004)
- Everything Is Rotten (Demo, 2005)
- Four More Years Of Terror (2005)
- Slaves to Society (2007)
- The Human Machine (2010)
- The New Elite (2012)
- The Witchhunt (2013)
- An Epiphany of Hate (2016)
- Vindictive Miscreant (2018)
- Saints Dispelled (2024)

### Death Strike
- Fuckin’ Death (Demo, 1985)
- Demo (1990)
- Fuckin’ Death (Album, 1991)

### Funeral Bitch
- Demo 1 (1985)
- Demo 2 (1987)
- Funeral Bitch (Demo, 1987)

### Abomination
- Demo 1 (1988)
- Demo 2 (1989)
- 7"-Split mit Master (1990)
- Abomination (1990)
- Tragedy Strikes (1991)
- The Final War (EP, 1998)
- Curses Of A Deadly Sin (1999)

### Speckmann Project
- Speckmann Project (1992)

### Walpurgisnacht
- Live Demo (1997)

### Martyr
- Murder X: The End Of The Game (2000)

### Krabathor
- Unfortunately Dead (2000)
- Dissuade Truth (2003)

### The Architects of Hate
- Pure Hate EP (2008)

### Weitere Veröffentlichungen
- Speckmann - God Created Master (Best of mit Liedern diverser Bands) (2001)
- Masterpieces (Best of mit u. a. Master- und Abomination-Liedern) (2005)
- Cadaveric Poison - Metal on Metal Records

## Sonstiges
- Alle Veröffentlichungen des gebürtigen US-Amerikaners erschienen bei deutschen Musiklabeln, lediglich in der Vertragszeit beim deutschen System-Shock-Label wurden zwei Master-Alben für den amerikanischen Markt von Pavement Music (USA) lizenziert.